# Haploidi
Haploidi (af græsk haploos = "enkelt") betegner den situation, hvor kønsceller i en organisme kun har et enkelt af hvert kromosom. En haploid menneskecelle har således kun 23 kromosomer.
Pollen, sædceller og ubefrugtede ægceller er haploide. To haploide giver en diploid celle (Zygot).